# エンリコ・ピエラヌンツィ
エンリコ・ピエラヌンツィ（Enrico Pieranunzi、1949年12月5日 - ）は、イタリアのジャズ・ピアニストである。彼はジャズとクラシック音楽のテクニックを融合させている。

## 略歴
レナタ・ブリランティーニとアルヴァロ・ピエラヌンツィの息子であるピエラヌンツィは、幼い頃から音楽を学ぶようしつけられた。彼の父親はジャズ・ギタリストだった。1973年に、音楽の教授となり、その役職を全うする2年間にクラシック音楽を学んだ。1975年、彼は指導する立場を離れ、トリオや小さなアンサンブルで演奏するようになった。彼はこれまでに60枚以上のアルバムを録音している。また、セッション・ミュージシャンとしても多作である。

## セッション・ワーク
とりわけ、フランク・ロソリーノ、サル・ニスティコ、ケニー・クラーク、ジョニー・グリフィン、チェット・ベイカー、ジョーイ・バロン、アート・ファーマー、ジム・ホール、マーク・ジョンソン、リー・コニッツ、フィル・ウッズ、ビル・スミス、チャーリー・ヘイデン、マッズ・ヴィンディング、トーマス・フォネスベック、ビリー・ヒギンスといった面子と一緒にパフォーマンスを行ってきた。1975年に最初のLPを発表。ヨーロッパとアメリカのジャズ・フェスティバルで、彼自身のグループを率いて広く演奏を行った。彼はいくつかの映画のスコアも作曲している。

## 受賞歴
- 1982年 - アルバム『Isis』への批評家賞 - Soul Note（エンリコ・ピエラヌンツィ・カルテット & クインテット・フィーチャリング・アート・ファーマー）
- 1983年 - ミュージシャン・オブ・ザ・イヤー、ムジカ・ジャズ・アニュアル・ポール（ダンドレア、ラヴァ、ウルバーニ、トロヴェシ、ガスリーニ、バニョーリと共に）
- 1988年 - ベスト・イタリア・グループ、ムジカ・ジャズ・アニュアル・ポール（スペース・ジャズ・トリオ）
- 1989年 - ミュージシャン・オブ・ザ・イヤー、ムジカ・ジャズ・アニュアル・ポール、ベスト・イタリアン・グループ、ムジカ・ジャズ・ポール（スペース・ジャズ・トリオ）
- 1995年 - ベストCD・オブ・ザ・イヤー・ミュージック & ディスク 『Flux & Change』ポール・モチアンとのデュオ（Soul Note）
- 1996年 - チョック・デ・ランネ・オブ・ジャズマン - CD『The Night Gone By』
- 1997年 - 「ジャンゴ・ドール」ベスト・ヨーロピアン・ミュージシャン
- 2002年 - ローマ「パラッツォ・ヴァレンティーニ」ジャズ賞
- 2003年 - ミュージシャン・オブ・ザ・イヤー、ムジカ・ジャズ・アニュアル・ポール
- 2005年 - ギネス・ジャズ・フェスティバル、ヨーロッパ・ジャズ賞（コーク）
- 2008年 - ミュージシャン・オブ・ジ・イヤー、ムジカ・ジャズ・アニュアル・ポール（フランコ・ダンドレアと共に）
- 2009年 - フランス・アカデミー賞、ジャズ・フランセーズ・未発表ベスト賞（『Yellow and Blue Suites』マーク・ジョンソンとのデュオ、Challenge Records）
- 2015年 - 2014年トップ・ジャズ A Life for Jazz

## ディスコグラフィ

### リーダー・アルバム
- Jazz a confronto 24 (1975年、Horo)
- New & Old Jazz Sounds (1976年、EdiPan)
- The Day After the Silence (1976年、EdiPan)
- A Long Way (1978年、Carosello)
- From Always...to Now! (1978年、EdiPan)
- Soft Journey (1979年、EdiPan)
- Isis (1980年、Soul Note)
- 『ジャズ・ロード』 - Jazz Roads (1980年、CAM Jazz)
- 『インコンセクエンス』 - Inconsequence (1982年)
- 『ニュー・ランド』 - New Lands (1984年、Timeless) ※旧邦題『ア・チャイルド・イズ・ボーン』
- Live at the Berlin Jazz Days '84 (1984年)
- What's What (1985年、YVP)
- Deep Down (1986年、Soul Note)
- Enrico Pieranunzi Trio vol. 1 (1986年)
- Il pianoforte senza confini (1987年、Fonit Cetra)
- 『メレディース』 - Meridies (1988年、Gala)
- Enrico Pieranunzi Trio vol. 2 (1988年)
- 『ノー・マンズ・ランド』 - No Man's Land (1989年、Soul Note)
- Just Friend's (1989年)
- Parisian Portraits (1990年、IDA)
- Live in Castelnuovo (1991年)
- Triologues (1991年、YVP)
- Elsa (1991年、Philology)
- Untold Story (1993年)
- 『シーワード』 - Seaward (1994年、Soul Note)
- Trioscape, vol. 4 (1995年、YVP)
- Live in Germany (1995年、YVP)
- 『ナイト・ゴーン・バイ』 - The Night Gone By (1996年、AlfaJazz)
- 『チャント・オブ・タイム』 - The Chant of Time (1997年、Alpha Jazz)
- Ma l'amore no (1997年、Soul Note)
- Un'alba dipinta sui muri (1998年、Egea)
- Con infinite voci (1998年、Egea)
- Don't Forget the Poet (1999年、Challenge)
- Perugia Suite (1999年、Egea)
- Daedalus' Wings (1999年、Challenge)
- Alone Together (2000年、Challenge)
- Live in Switzerland (2000年、YVP)
- Racconti mediterranei (2000年、Egea)
- Canto nascosto (2000年、Egea)
- Multiple Choice (2000年、YVP)
- Improvised Forms for Trio (2000年)
- Evans Remembered (2000年、Via Veneto)
- Plays the Music of Wayne Shorter (2000年、Challenge)
- Live in Paris (2001年、Challenge)
- 『カレント・コンディションズ』 - Current Conditions (2001年、CAM Jazz)
- 『インコントロ - プレイ・モリコーネ』 - Play Morricone (2002年、CAM Jazz)
- One Lone Star, vol. 7 (2002年)
- Les Amants (2002年、Egea)
- Special Encounter (2003年)
- 『フェリーニ・ジャズ』 - Fellini Jazz (2003年、CAM Jazz)
- 『ワルツ・フォー・ア・フューチャー・ムービー - プレイ・モリコーネ2』 - Play Morricone 2 (2004年、CAM Jazz)
- 『ライヴ・イン・ジャパン』 - Live in Japan (2004年、CAM Jazz)
- 『バラッズ』 - Ballads (2004年)
- As Never Before (2004年、CAM Jazz)
- 『ドリーム・ダンス』 - Dream Dance (2004年、CAM Jazz)
- Danza di una Ninfa (2005年)
- Jazz Italiano Live 2006 (2006年)
- Wandering (2007年、CAM Jazz)
- Plays Domenico Scarlatti (2008年、CAM Jazz)
- New York Reflections (2008年)
- Live at Birdland (2010年、CAM Jazz)
- 『ライヴ・アット・ザ・ヴィレッジ・ヴァンガード』 - Live at the Village Vanguard (2010年、CAM Jazz)
- 『ストーリーズ』 - Stories (2011年、CAM Jazz)
- Plays Bach, Handel, & Scarlatti (2011年、CAM Jazz)
- 『パーミュテーション』 - Permutation (2012年、CAM Jazz)
- Proximity (2013年、CAM Jazz)
- The Music of Enrico Pieranunzi (2014年)
- 『オテュール・デュ・マルティヌー』 - Autour de Martinu (2014年、TCB)
- Ménage à Trois (2015年)
- 『テイルズ・フロム・アンエクスペクテッド』 - Tales from the Unexpected (2015年、Intuition)
- My Songbook (2016年、Forced Exposure/Via Veneto Jazz)
- European Trio (2016年)
- 『ニュー・スプリング - ライブ・アット・ザ・ヴィレッジ・ヴァンガード』 - New Spring (Live At The Village Vanguard) (2016年)

### 連名アルバム
- The Heart of the Ballad (1988年、Philology)
- Solitudes (1988年、Philology)
- Yellow & Blue Suites (1990年、Challenge)
- Flux and Change (1992年、Soul Note)
- Nausicaa (1993年、Egea)
- Trasnoche (2002年)
- Duologues (2004年)
- 『ドアウェイズ』 - Doorways (2004年)
- Live Conversations (2005年)
- Bluestop (2013年)
- Double Circle (2014年)
- 『ホーム・イズ・ホエア・ザ・ハート・イズ』 - Home Is Where the Heart Is (2014年)
- 『アメリカス～2台ピアノのための作品集～コープランド:キューバ舞曲、ガーシュウィン:アイ・ガット・リズム変奏曲、他』 -Americas (2015年)

### 参加アルバム
- Jazz a confronto 2 (1973年)
- Jazz a confronto 16 (1975年)
- Jazz a confronto 20 (1975年)
- Jazz a confronto 34 (1976年)
- Sonorities (1977年)
- Colours (1978年、EdiPan)
- Duo Bone (1978年)
- Hinterland (1979年)
- Con Alma (1980年)
- Bass in the Sky (1981年)
- Il rito della Sibilla (1984年)
- Silence (1987年、Soul Note)
- Little Girl Blue (1988年、Philology)
- Phil's Mood (1988年、Philology)
- Blew (1988年、Philology)
- PianaValdambrini Sextet (1989年)
- 『ムーン・パイ』 - Moon Pie (1987年、YVP)
- Blue and Golden (1987年、YVP)
- First Song (1990年、Soul Note)
- Bella (1990年、Philology)
- Live at the Corridonia Jazz Festival (1991年、Philology)
- The Kingdom (1997年、Stunt)
- Plays Rugantino (2000年)
- Di mezzo il mare (2005年)
- Kind of Blue All Stars (2007年)

### その他のアルバム
- Il bandito dagli occhi azzurri (1980年、Cerberus)
- Autumn Song (1984年、Enja)
- Space Jazz Trio Vol. 1 (1986年、YVP)
- Space Jazz Trio Vol. 2 (1988年、YVP)
- The Dream Before Us (1990年、IDA)
- In That Dawn of Music (1993年、Soul Note)
- Untold Story (1993年、IDA)
- Improvised Forms for Trio (2000年、Challenge)
- The Day After the Silence (2014年、AlfaMusic)